# Porkeri fjeldene
Porkeri fjeldene er en bjergkæde i Færøerne. Den ligger ved bygden Porkeri nær Vágur på Suðuroys østkyst.
61°29′31″N 6°46′41″V / 61.492°N 6.778°V